# Il gabbiano Jonathan
Il gabbiano Jonathan (Jonathan Livingston Seagull) è un film del 1973 diretto da Hall Bartlett e basato sul romanzo breve Il gabbiano Jonathan Livingston di Richard Bach.

## Trama
Jonathan è un gabbiano diverso dagli altri e vuole raggiungere la perfezione nel volo, ma viene rifiutato dallo Stormo Buonappetito ed esiliato. Dopo la sua morte, viene accolto in un livello di esistenza superiore rispetto a quello terrestre, diventa perfetto (o quasi) nel volo e dopo la morte del suo maestro (il gabbiano Sullivan) prende il suo posto. Decide quindi di ritornare sulla Terra per insegnare a volare più in alto a tutti i gabbiani che lo desiderano. Così, dopo tanti anni di insegnamento, ormai vecchio anche nel suo nuovo corpo, decide di affidare il compito di maestro e mentore a Fletcher Lynd, un suo allievo che continuerà a tramandare ciò che ha appreso da lui e a trasmetterlo agli altri gabbiani degli altri Stormi della Terra.